# Lycisca ignicaudata
Lycisca ignicaudata är en stekelart som beskrevs av John Obadiah Westwood 1874. Lycisca ignicaudata ingår i släktet Lycisca och familjen puppglanssteklar. Inga underarter finns listade i Catalogue of Life.